# Żelezino
Żelezino (bułg. Железино) – wieś w południowej Bułgarii, w obwodzie Chaskowo, gminie Iwajłowgrad. Według danych Narodowego Instytutu Statystycznego, 31 grudnia 2011 roku wieś liczyła 236 mieszkańców.

## Historia
Do 1934 roku wieś nazywała się Demirler. Z dobrowolnych składek została wybudowana prawosławna świątynia pod wezwaniem św. św. Cyryla i Metodego.